# Thomas Frye
Thomas Frye (ur. 1710, zm. 3 kwietnia 1762) – anglo-irlandzki malarz oraz twórca przepisu na tzw. porcelanę kostną (bone china).

## Życiorys
Thomas Frye urodził się ok. 1710 roku w Edenderry w irlandzkim hrabstwie Offaly w 1710 roku. W młodości przeniósł się do Londynu, gdzie uczył się zawodu malarza, najstarsze znane prace to obrazy z roku 1734, znany jest głównie z obrazów olejnych i pastelowych. Razem ze wspólnikiem, Edwardem Heylym, rozpoczął w 1745 roku z wirginijskiego kaolinu i popiołu z kości bydła produkcję tzw. porcelany kostnej. Z powodu choroby płuc w 1759 roku, wycofał się z działalności, ale wkrótce potem powrócił do Londynu i zajął się działalnością artystyczną.
Zmarł na gruźlicę 3 kwietnia 1762 roku.